# B2B Ecommerce
B2B Ecommerce — это продажа товаров или услуг между компаниями через портал онлайн-продаж. B2B e-commerce используется для повышения эффективности и автоматизации процессов компании. Вместо того, чтобы получать заказы с использованием человеческих ресурсов (торговых представителей) или вручную (по телефону или электронной почте), заказы принимаются и обрабатываются в цифровом виде, что снижает накладные расходы.

## Рынок B2B Ecommerce
Согласно данным за 2022 год 10 крупнейших рынков электронной коммерции B2B генерируют совокупный годовой объем продаж в размере 5,183 трлн долларов.
- на Китай и США приходится 85,3% оборота из 10 крупнейших мировых рынков электронной коммерции B2B;
- китайский рынок B2B ecommere в 1,7 раза больше, чем рынок США;
- на США приходится 31,6% продаж электронной коммерции B2B на 10 крупнейших рынках;
- Развитие Интернета в целом и мобильной коммерции в B2B делает Азиатско-Тихоокеанский регион самым быстрорастущим в мире рынком B2B ecommerce.

Среди 10 крупнейших рынков B2B ecommerce только в США и Китае годовой объем продаж электронной коммерции B2B превышает 1 триллион долларов. Следующей по величине является Великобритания с продажами на 169 миллиардов долларов. Замыкает десятку Испания, у которой B2B ecommerce продажи составили 37 миллиардов долларов.
В России электронная B2B-торговля находится в стадии развития и по оценкам отраслевых компаний она составляет всего ₽4-6 трлн или 4-6% от совокупного оборота b2b-продаж.

## Различия между B2C (business-to-consumer) и B2B (business-to-business)
Хотя электронная коммерция типа B2B и B2C может выглядеть одинаково, это совершенно разные понятия. Бизнес-покупатели и розничные потребители имеют разные потребности в покупке. Вот несколько примеров различий:
- импульсивные, а не рациональные покупки — покупатели B2C склонны покупать импульсивно и совершать разовые покупки, покупатели B2B планируют покупки и совершают повторяющиеся покупки;
- единоличное принятие решения, и несколько лиц, принимающих решения — покупки B2C совершаются одним покупателем, покупки B2B часто предполагают несколько уровней утверждения и могут включать различные отделы;
- краткосрочные отношения с клиентами по сравнению с долгосрочными отношениями с клиентами — покупки B2C часто являются однократными покупками, покупки B2B основаны на долгосрочных и постоянных отношениях;
- заранее установленные, фиксированные цены и гибкие цены — цены B2C, как правило, не подлежат обсуждению. Цены на B2B обычно обсуждаются индивидуально;
- oплата перед доставкой в отличие от оплаты после доставки — сделки, осуществляемые с помощью электронной коммерции B2C, как правило, оплачиваются кредитной картой, дебетовой картой или PayPal до того, как товары отгружены в системе B2B, оплата часто осуществляется на условиях договора и может составлять 30 или более дней после отгрузки товара;
- поставки, ориентированные на скорость по сравнению с поставками, ориентированными на пунктуальность[5] — для покупателей B2C приоритетом является скорость доставки, а покупатели B2B ожидают поставки с надежным графиком[4].

## Характеристики покупателя B2B
Цепочки поставок более важны для транзакций B2B. Производственные компании получают компоненты или сырье от других компаний, а затем продают их оптовому торговцу, дистрибьютору или розничному покупателю. Например, производитель автомобилей совершает несколько сделок B2B, таких как покупка шин, ветровых стекол и резиновых шлангов для своих транспортных средств. Последняя транзакция, готовое транспортное средство, проданное потребителю, представляет собой одну транзакцию B2C. Оптовики и дистрибьюторы тоже имеют цепочку поставок, но их цепочка состоит из готовой продукции.
Как правило, в интернет-магазинах B2B и B2C есть страницы поиска, навигации, подробной информации о продукте и истории личных учетных записей. Тем не менее, в некоторых отношениях B2B сильно отличается от B2C.
Большинство предприятий B2B имеют сложные процессы заказа, большие наборы атрибутов и сложные серверные системы. Более того, в сценарии B2B покупка является частью работы клиентов. Ему нужно убедиться, что он покупает все необходимые продукты или компоненты для поддержания работы своей компании. Поскольку организации могут быть очень большими, им нужно много продуктов или компонентов для поддержания их бизнеса. Поэтому покупатели B2B часто размещают крупные заказы.
Покупки B2B также характеризуются периодическими заказами вместо единичных покупок. Из-за этого компании заключают сделки на основе их ежемесячного или даже годового спроса. Они тесно сотрудничают друг с другом, и у каждого клиента B2B могут быть свои конкретные цены на определенные продукты. Наконец, в закупках B2B участвуют несколько человек. Например, компания может иметь несколько покупателей или центров покупки. Они несут ответственность за поиск правильных продуктов и заключение правильных сделок с торговыми посредниками. Поскольку в одной сделке участвует несколько человек, B2B основывается на фактах, а не на эмоциях. Речь идет не о самой красивой упаковке, а о лучшей сделке для компании. В целом, соотношение является ведущим.
Указанные выше характеристики можно обобщить следующим образом:
| B2C                                      | B2B                                                                                     |
| ---------------------------------------- | --------------------------------------------------------------------------------------- |
| Единоличный покупатель                   | Группа лиц, принимающих решение                                                         |
| Фиксированная стоимость                  | Гибкое ценообразование                                                                  |
| Прямые оплаты                            | Оплата по договору                                                                      |
| Наличие товара (для быстрой доставки)    | Автоматизированные поставки                                                             |
| Низкочастотные покупки                   | Повторяющиеся покупки                                                                   |
| Разовое посещение                        | Долгосрочные отношения между компаниями                                                 |
| Покупка из-за личной «симпатии» к товару | Покупка как часть работы                                                                |
| Покупатель                               | Покупатель как часть организации, отношения обусловлены контрактом, условиями, сроками. |
| Покупки могут совершать все              | Доступ может быть предоставлен после заключения договора                                |

## Различия между электронной коммерцией B2B и EDI (ЭОД)
В2В транзакции могут обрабатываться онлайн различными способами, из которых наиболее часто используются Электронный Обмен Данными (ЭОД, англ EDI) и электронная коммерция В2В. Хотя EDI и электронная коммерция B2B имеют свои отличительные особенности, их часто путают.
EDI — это электронная передача информации о покупке между покупателем и продавцом. Этот способ хорошо подходит для размещения крупных повторяющихся заказов на поставку сырья производителям. Например, следуя приведенному выше примеру, автопроизводителю необходимо регулярно заказывать шины определенной марки и размера для определенной модели автомобиля. При изготовлении определенного количества автомобилей этого типа покупатели могут использовать EDI для размещения заказа на необходимое количество шин. Таким образом, не предоставляется или не нужна никакая информация о продукте — например, описание, изображения или цены.
Хотя, как и при использовании EDI, заказы на продажу обрабатываются в режиме онлайн, с помощью электронной коммерции B2B клиенты могут делать заказы время от времени и в нерегулярных количествах. Кроме того, электронная коммерция B2B позволяет отображать множество различных типов подробных рисунков и изображений. Можно выставлять полный ассортимент товаров или запчастей. Таким образом, интернет-магазин предоставляет возможность кросс-продаж и допродаж.

## Развитие рынка и тенденции
Рынок электронной коммерции B2B быстро меняется. Растет число компаний, добавляющих в свой бизнес канал онлайн-продаж. В 2014 году 63 % покупателей промышленных товаров приобрели свою продукцию через Интернет (UPC, 2014). Ожидается, что рынок электронной коммерции B2B в США вырастет с 780 млрд долларов в 2015 году до 1,1 тыс. в 2020 году.
Если же говорить про страны СНГ, то в России уже 33 % компаний реализовали проекты по построению B2B Ecommerce порталов и ещё 67 % сделают это в ближайшем будущем. В остальных странах эти цифры немного скромнее и только 17 % могут похвастаться онлайн-продажи, но остальные респонденты подчеркнули, что однозначно пойдут в «цифру».
Еще одной тенденцией на B2B рынке можно считать развитие узких отраслевых решений. Разработчики B2B порталов, PIM систем и других IT продуктов начали предлагать решения, которые комплексно решают задачи конкретной отрасли.
Также исследования показывают, что такая характеристика, как «уровень сервиса» — является ключевой для B2B покупателей. Исходя из этого, компании постоянно ищут пути его улучшения и более 75 % поставщиков B2B услуг видят возможность улучшения своего сервиса в B2B Ecommerce порталах.
Интересным является тот факт, что B2B покупатели уже давно к этому готовы. Во-время исследования компании Forrester Research выяснилось, что 49 % опрашиваемых B2B-сектора, предпочитают использовать B2C-порталы для осуществления покупок, а также 52 % утверждают, что будут делать больше половины своих покупок в интернете уже в следующие три года. Самым интересным является то, что 56 % покупателей готовы платить на 30 % больше за удобство и простоту, которую предоставляет им онлайн-ресурс.

### Saas B2B Ecommerce и интегрированная электронная коммерция B2B
Благодаря B2B Saas платформе для электронной коммерции поставщики товаров легко интегрируют свою учетную систему с облачным сервисом. Это означает, что данные хранятся на многочисленных распределённых в сети серверах, предоставляемых в пользование клиентам. Данные хранятся и обрабатываются в так называемом «облаке», которое представляет собой, с точки зрения клиента, один большой виртуальный сервер. Физически же такие серверы могут располагаться удалённо друг от друга географически.
Таким образом, B2B Saas платформа для электронной коммерции не требует значительных инвестиций в собственные сервера, а возможность сотрудничества с Saas-сервисом по подписке позволяет клиенту в любой момент отписаться.
После интеграционного периода происходит подключение к самому облачному сервису (например, Mobishop, ABM MarketPlace, ST Точка), где возможно выполнить все настройки в административной панеле и запустить свою B2B Ecommerce платформу, которая постоянно обновляются и дорабатываются.
Помимо этого, есть возможность работы с интегрированной электронной коммерцией B2В, где часть программного решения устанавливается внутри серверной системы ERP. В большинстве случаев интегрированная электронная коммерция так или иначе поставляется вендором серверной системы, такой как SAP ERP или Microsoft Dynamics. В этой модели соединение между бизнес-логикой и базой данных серверной системы настраивается автоматически. Информация, доступная в серверной системе, например номера артикулов, цены и текущая доступность товаров на складе, используется без копирования в другую систему и отображается в фронт- и бекенд части системы электронной торговли, но такая модель требует инвестиций в покупку программного модуля и расширение серверных мощностей.

### Мобильная коммерция
Фраза «мобильная коммерция» была впервые придумана в 1997 году Кевином Даффи на открытии Глобального форума по мобильной коммерции, и обозначала «предоставление возможностей электронной коммерции непосредственно в руки потребителя, в любом месте, с помощью беспроводной технологии». Мобильная электронная коммерция для B2B становится все более популярной. B2B имеет функции, отличные от мобильной электронной коммерции для B2C. В то время как B2C — это в основном классический просмотр каталога, мобильная электронная коммерция для B2B требует определенных функций, которые включают в себя:
- Отображаемые цены, подстраиваемые под клиента;
- Всегда актуальная индикация наличия на складе;
- Скидки, которые рассчитываются в режиме реального времени;
- Быстрое размещение заказов, например, с помощью истории заказов или списков на основе отфильтрованных наборов продуктов;
- Возможность для торговых агентов представлять своих клиентов.